# Isoperla asakawae
Isoperla asakawae es una especie de insecto plecóptero de la familia Perlodidae.

## Hábitat
En sus estadios inmaduros es acuático y vive en agua dulce, mientras que al convertirse en adulto pasa a ser terrestre y volador.

## Distribución geográfica
Se encuentra en Asia: en Japón.